# 임창환
임창환(1976년~)은 대한민국의 뇌공학자이다. 경북고등학교를 졸업한 뒤 서울대학교 전기공학부(현재 전기정보공학부)에서 공학사, 공학석사, 공학박사 학위를 취득하고, 미국 미네소타주립대 의공학과 연구원, 연세대학교 원주캠퍼스 의공학부 조교수 등을 거쳐 현재 한양대학교(서울) 공과대학 전기생체공학부 바이오메디컬공학전공 교수로 재직 중이다. 현재 대한뇌파신경생리학회 회장 및 한양대학교 뇌공학연구센터 센터장을 역임하고 있다.
연구 분야는 뇌공학 및 생체공학으로서 뇌-컴퓨터 인터페이스, 뇌조절 시스템, 인간-컴퓨터 인터페이스, 생체현상의 수치 모델링, AI 활용 뇌연구, 뉴로마케팅, 뇌파 측정 및 분석 분야의 전문가이다.

## 저서
- 《뇌를 바꾼 공학, 공학을 바꾼 뇌》. MiD. 2015년. ISBN 9791185104454
- 《바이오닉맨》. MiD. 2017년. ISBN 9791187601234
- 《Computational EEG Analysis: Methods and Applications》. Springer. 2018년. ISBN 9789811309076
- 《투모로우랜드》 (역서). MiD. 2018년. ISBN 9791187601784
- 《브레인 3.0》. MiD. 2020년. ISBN 9791190116336
- 《우리 뇌를 컴퓨터에 업로드할 수 있을까?》. 나무를 심는 사람들. 2020년. ISBN 9791190275347
- 《뉴럴 링크》. 동아시아. 2024년. ISBN 9791190116336

### 공저
- 《뇌파의 이해와 응용》. 학지사. 2017년. (김도원, 임창환 외 11인) ISBN 978-89-997-1159-6 93510
- 《의료영상학입문》 (역서). 한티미디어. 2018년. (구치완, 임창환 외 4인) ISBN 9788964213292
- 《4차 산업혁명, 문제는 과학이야》. MiD. 2019년. (박재용, 임창환 외 2인) ISBN 9791187601883
- 《혁신의 목격자들》. 어크로스. 2019년. (오준호, 임창환 외 13인) ISBN 9791190030076
- 《교실 밖에서 듣는 바이오메디컬공학》. MID. 2021년. (임창환, 김선정 외 5명) ISBN 9791190030076
- 《Ai-X, 인공지능 익스프레스》. 반니. 2022년. (임창환 외 9인) ISBN 9791190030076

## 경력
- 1995 - 1999  서울대학교 전기공학부 학사
- 1999 - 2001  서울대학교 전기공학부 공학석사
- 2001 - 2005  서울대학교 전기컴퓨터공학부 공학박사
- 2005 - 2006  미국 University of Minnesota 의공학과(BME) 박사후연구원
- 2006 - 2011  연세대학교 원주캠퍼스 의공학부 조교수, 부교수
- 2017 - 2018  미국 University of California Irvine 의공학과(BME) Visiting Scholar
- 2018 - 현재  한양대학교 뇌공학연구센터 센터장
- 2020 - 현재  한양대학교 일반대학원 HY-KIST 바이오융합학과 겸임교수
- 2020 - 현재  한양대학교 일반대학원 인공지능학과 겸임교수
- 2020 - 현재  한양대학교 일반대학원 융합전자공학과 겸임교수
- 2023 - 현재  한양대학교 일반대학원 헬스케어디지털공학과 겸임교수
- 2023 - 현재  대한뇌파신경생리학회 회장[16]
- 2011 - 현재  한양대학교 바이오메디컬공학과 교수